# ヒラルス (ローマ教皇)
ヒラルス（Hilarus, ? - 468年2月29日?）は、ローマ教皇（在位：461年11月19日 - 468年2月29日）。ヒラリウス（Hilarius）とも呼ばれる。サルデーニャ出身。
レオ1世の部下の助祭長（長輔祭）として、ヒラルスはローマ司教座の権限拡大や、エフェソス強盗会議で認められたエウティケスの教義の否定のために活発に活動した。
教皇として、ヒラルスはレオ1世が行なっていたアルル大司教ヒラリウスとの議論を引き継ぎ、東ローマ皇帝ウァレンティニアヌス3世からローマ大司教の最高位性を承認するという有名な答書を445年に得、ヒラルスは司教に対する統制を強化した。
468年、死去。死後列聖された。カトリック教会・正教会で聖人とされる。